# 布法勞普雷里 (伊利諾伊州)
布法勞普雷里（英語：Buffalo Prairie）是位於美國伊利諾伊州羅克艾蘭縣的一個非建制地區。該地的面積和人口皆未知。

## 地理
布法勞普雷里的座標為41°20′18″N 90°51′18″W / 41.33833°N 90.85500°W，而該地的平均海拔高度為230米（即755英尺）。